# Nazyr Gadzhijanov
Nazyr Ramazanovich Gadzhijanov –en ruso, Насыр Рамазанович Гаджиханов– (Majachkalá, 16 de febrero de 1967) es un deportista ruso de origen daguestano que compitió para la Unión Soviética en lucha libre.
Ganó dos medallas en el Campeonato Mundial de Lucha, plata en 1990 y bronce 1991, y cinco medallas en el Campeonato Europeo de Lucha entre los años 1989 y 1995.
Participó en los Juegos Olímpicos de Sídney 2000, ocupando el séptimo lugar en la categoría de 76 kg.

## Palmarés internacional
| Representando a la URSS |                      |                   |           |
| Campeonato Mundial      |                      |                   |           |
| Año                     | Lugar                | Medalla           | Categoría |
| 1990                    | Tokio (Japón)        | Medalla de plata  | 74 kg     |
| 1991                    | Varna (Bulgaria)     | Medalla de bronce | 74 kg     |
| Campeonato Europeo      |                      |                   |           |
| Año                     | Lugar                | Medalla           | Categoría |
| 1989                    | Ankara (Turquía)     | Medalla de oro    | 74 kg     |
| 1990                    | Poznań (Polonia)     | Medalla de oro    | 74 kg     |
| 1991                    | Stuttgart (Alemania) | Medalla de plata  | 74 kg     |
| Representando a Rusia   |                      |                   |           |
| Campeonato Europeo      |                      |                   |           |
| Año                     | Lugar                | Medalla           | Categoría |
| 1994                    | Roma (Italia)        | Medalla de oro    | 74 kg     |
| 1995                    | Friburgo (Alemania)  | Medalla de bronce | 74 kg     |